# Bethnal Green (métro de Londres)
Bethnal Green est une station de la Central line du métro de Londres, dans la zone 2 de la Travel Card. 
Avant son ouverture, la station a été utilisée comme abri anti-aérien pendant la Seconde Guerre mondiale. Le 3 mars 1943, 173 personnes y périrent dans une bousculade, alors qu'elles tentaient de pénétrer dans la station.
La station fut mise en service le 4 décembre 1946, à la suite des travaux d'extension vers l'est de la Central Line, commencés dans les années 1930.

## Situation sur le réseau
La station est située à Bethnal Green dans le borough londonien de Tower Hamlets, à l'intersection de Cambridge Heath Road et Roman Road. Sur la Central line, elle se trouve entre la gare de Liverpool Street et la station de Mile End. 

## La catastrophe de Bethnal Green
Les travaux sur l'extension est de la Central Line commencèrent au milieu des années 1930. Au début de la Seconde Guerre mondiale, les tunnels étaient pour la plupart achevés. Certains tronçons abritaient des usines souterraines, mais la station de Bethnal Green était utilisée comme abri antiaérien, tout d’abord sans, puis avec autorisation officielle.
Alors que la station fut fortement fréquentée en 1940, le nombre des personnes y cherchant refuge avait nettement diminué jusqu’en 1943, l'affluence ne reprenant que lorsqu'on craignait des frappes de représailles suite à des bombardements aériens britanniques en Allemagne, ce qui fut le cas le 3 mars 1943. La presse britannique avait fait état de raids aériens des Alliés sur Berlin le 1er mars. À 20 h 17, les sirènes retentirent et plus de mille personnes se précipitèrent dans les profondeurs de la station. Une femme, portant un jeune enfant, trébucha sur les escaliers mouillés et déclencha une réaction en chaîne impliquant quelque 300 nouveaux fugitifs paniqués. En quelques secondes, 173 personnes furent piétinées et écrasées à mort, dont 62 enfants.
La bousculade de Bethnal Green a été l'événement ayant causé le plus de victimes civiles au Royaume-Uni pendant la Seconde Guerre mondiale et l'incident le plus meurtrier de l'histoire du métro de Londres.

### Dans la littérature
En 2023, l'actrice britannique Millie Bobby Brown a publié en collaboration avec Kathleen McGurl son premier roman Dix-Neuf Marches, dont la principale protagoniste est une jeune femme qui compte dans sa famille des victimes de la catastrophe de Bethnal Green et des survivants dont la vie a été marquée par cet événement. Le roman a figuré dans la liste des best sellers du New York Times et du Sunday Times et son auteur l’a adapté à l’écran pour Netflix en 2025.

## Services aux voyageurs

### Desserte
La station est ouverte toute la nuit du vendredi soir au dimanche matin.

## À proximité
- Bethnal Green